# Haaposaari (ö i Norra Savolax, Varkaus)
Haaposaari är en ö i sjön Paljakka och i kommunen Leppävirta i landskapet Norra Savolax, i den sydöstra delen av Finland, 300 km nordost om huvudstaden Helsingfors. Arean är 12 hektar och dess största längd är 680 meter i nordväst-sydöstlig riktning.